# Uniontown (Pennsylvanie)
Pour les articles homonymes, voir Uniontown.
Uniontown est une ville située dans le Commonwealth de Pennsylvanie, aux États-Unis. Elle est le siège du comté de Fayette. Sa population s’élevait à 10 372 habitants lors du recensement de 2010, estimée à 9 824 habitants en 2017.

## Personnalités nées à Uniontown
- George Marshall (1880-1959), général et homme politique ;
- John Dickson Carr (1906-1977), auteur de roman policier ;
- Larry Pennell (1928-2013), acteur ;
- Leslie Labowitz-Starus (née en 1946), artiste.

## Source
- (en) Cet article est partiellement ou en totalité issu de l’article de Wikipédia en anglais intitulé « Uniontown, Pennsylvania » (voir la liste des auteurs).